# Believe (álbum de Cher)
Believe é o vigésimo segundo álbum de estúdio da cantora e atriz estadunidense Cher, lançado em 22 de outubro de 1998, pela WEA e Warner Bros. 
Após a decepção comercial de seu álbum de estúdio anterior, It's a Man's World (1995), a gravadora de Cher a encorajou a gravar um álbum de música dance, a fim de ingressar em um som mais mainstream. A cantora começou a trabalhar no álbum na primavera de 1998, com os produtores ingleses Mark Taylor e Brian Rawling, nos estúdios Dreamhouse Studios, em Londres, na Inglaterra. O álbum foi dedicado a seu ex-marido Sonny Bono, que falecera no início daquele ano.
Believe representa um completo afastamento musical de seus trabalhos anteriores, consistindo de sons em estilos euro disco, enquanto os tópicos das letras incluem liberdade, individualismo e relacionamentos. O álbum apresenta algumas das novas tecnologias da época, como o uso de auto-tune, que eventualmente se tornaria conhecido como o "efeito Cher". Após o lançamento, o álbum recebeu críticas mistas dos críticos musicais, que elogiaram o desempenho vocal de Cher, enquanto outros criticaram o vasto uso de vocoder, e sua produção geral. Em 2000, Believe foi indicado ao prêmio Grammy Award de Melhor Álbum Vocal de Pop.
Comercialmente, Believe provou ser extremamente bem-sucedido, chegando ao quarto lugar na parada Billboard 200, e recebeu certificado de platina quádrupla da Recording Industry Association of America (RIAA) pela venda de quatro milhões de cópias nos Estados Unidos. O álbum chegou ao topo da parada na Áustria, Canadá, Dinamarca, Alemanha, Grécia, Nova Zelândia, Portugal, e Quebec, bem como ao top 10 na França, Espanha, Reino Unido, Estados Unidos, e vários outros territórios internacionais.
Quatro singles foram lançados do álbum. O primeiro single, "Believe", tornou-se um dos singles mais vendidos de todos os tempos, chegando ao topo da parada em um total de 23 países e vendendo mais de 10 milhões de cópias em todo o mundo. "Strong Enough" foi lançado como o segundo single do álbum, chegando à posição de número 57 e 5 nos EUA e no Reino Unido, respectivamente. "All or Nothing" e "Dov'è l'amore" foram lançados como o terceiro e o quarto singles, respectivamente, e tornaram-se moderadamente bem-sucedidos. Em apoio a Believe, Cher embarcou em sua quarta turnê, Do You Believe? Tour, que tornou-se uma das turnês de uma artista feminina de maior bilheteria naquela época.

## Informação do álbum
O álbum foi certificado pela RIAA como platina quádrupla em 23 de dezembro de 1999, reconhecendo quatro milhões de vendas nos Estados Unidos, no mundo todo, o álbum já vendeu mais de 20 milhões de cópias, tornando-o mais vendido álbum de sua carreira. Em 1999, o álbum recebeu três indicações ao Grammy Awards, incluindo "Gravação do Ano", "Melhor Álbum Pop" e ganhou o prêmio de "Gravação Dance" para o single "Believe".
| Críticas profissionais                                                      | Críticas profissionais |
| Avaliações da crítica                                                       | Avaliações da crítica  |
| Fonte                                                                       | Avaliação              |
| --------------------------------------------------------------------------- | ---------------------- |
| Allmusic                                                                    | [ 1 ]                  |
| Esta tabela precisa de ser acompanhada por texto em prosa. Consulte o guia. |                        |

Logo após a morte de seu ex-marido Sonny Bono, Cher lança esse CD e volta as paradas de sucesso aos 52 anos de idade e 36 de carreira. Ganhou 2 discos de platina com o álbum e seu maior hit, o internacionalmente conhecido, "Believe" ficou em 1º lugar em alguns países da Europa, EUA, Austrália, Nova Zelândia, Brasil e Argentina. Chegou ao TOP 10 e na 5ª semana no TOP 40. Atingiu rapidamente o 1º lugar, permanecendo lá por 4 semanas consecutivas.
Durante o início das gravações do álbum, Cher gravou uma versão cover de "Love Is in the Air" que ela anteriormente havia cantado em uma versão a cappella no talk show The Magic Hour, em 1997. A canção foi mixada e produzida por Junior Vasquez, mas que não aparece na edição final do álbum.
O álbum foi responsável por revitalizar a carreira de Cher após "um período em que ela praticamente desapareceu, jogando fora sua duramente conquistada posição de atriz de primeiro escalão" ao protagonizar infomerciais.
O álbum contou com uma nova direção musical de Cher, com o aumento da utilização de vocoder e Auto-Tune, principalmente na faixa título. Este novo som influenciou outros artistas.

## Lista de faixas
| Believe – Edição padrão |                        |                                                                                   |                           |         |  |
| N.º                     | Título                 | Compositor(es)                                                                    | Produtor(es)              | Duração |  |
| 1.                      | "Believe"              | Brian Higgins Matthew Gray Stuart McLennen Timothy Powell Paul Barry Steven Torch | Mark Taylor Brian Rawling | 3:59    |  |
| 2.                      | "The Power"            | Tommy Simms Judson Spence                                                         | Junior Vasquez            | 3:56    |  |
| 3.                      | "Runaway"              | Barry Taylor                                                                      | Taylor Rawling            | 4:46    |  |
| 4.                      | "All or Nothing"       | Barry Taylor                                                                      | Taylor Rawling            | 3:58    |  |
| 5.                      | "Strong Enough"        | Barry Taylor                                                                      | Taylor Rawling            | 3:43    |  |
| 6.                      | "Dov'è l'Amore"        | Barry Taylor                                                                      | Taylor Rawling            | 4:17    |  |
| 7.                      | "Takin' Back My Heart" | Diane Warren                                                                      | Taylor Rawling            | 4:32    |  |
| 8.                      | "Taxi Taxi"            | Todd Terry Mark Jordan                                                            | Terry                     | 5:04    |  |
| 9.                      | "Love Is the Groove"   | Betsy Cook Bruce Woolley                                                          | Terry                     | 4:29    |  |
| 10.                     | "We All Sleep Alone"   | Desmond Child Jon Bon Jovi Richie Sambora                                         | Terry[a]                  | 5:11    |  |
| Duração total:          | Duração total:         | Duração total:                                                                    | Duração total:            | 44:00   |  |

| Believe – Faixas bônus das edições australiana e japonesa |                                                      |                                          |         |  |
| N.º                                                       | Título                                               | Compositor(es)                           | Duração |  |
| 11.                                                       | "Believe" (Club 69 Future Mix) (Full Length Version) | Higgins Gray McLennen Powell Barry Torch | 9:18    |  |
| 12.                                                       | "Believe" (Xenomania Mix)                            | Higgins Gray McLennen Powell Barry Torch | 4:22    |  |
| Duração total:                                            | Duração total:                                       | Duração total:                           | 57:40   |  |

Notas
- ↑a  denota um remixador

## Singles
| Título           | Lançamento           | Charts                               | Posição |
| ---------------- | -------------------- | ------------------------------------ | ------- |
| "Believe"        | 24 de Novembro, 1998 | Hot 100 (por 4 semanas)              | #1      |
| "Strong Enough"  | 4 de Maio, 1999      | Hot Dance Club Songs (por 1 semana)  | #1      |
| "All or Nothing" | 6 de Julho, 1999     | Hot Dance Club Songs (por 1 semana)  | #1      |
| "Dov'è L'Amore"  | 25 de Outubro, 1999  | Hot Dance Club Songs (por 1 semanas) | #1      |